# 咩米氏
咩米氏（？—1045年），西夏妃嫔，夏景宗元昊之妾室。
咩米氏为元昊生子阿哩，因为失宠，避居在夏州王庭镇。天授礼法延祚八年（1045年）阿哩聚众谋反，被同党卧香乞告发，事情失败，元昊将阿哩沉到河中淹死，同时，元昊赐死咩米氏。